# Делфинови
Делфини пренасочва насам.  За рода Delphinus вижте Обикновени делфини.
Делфиновите (Delphinidae) са семейство морски бозайници от разред Китоподобни. Думата делфин идва от гръцкото δελφίς, (с утроба/с матка); името отразява това, че делфините не са риби въпреки външните си прилики и честото им бъркане с такива или причисляване към тях, а живораждащи бозайници. Самостоятелното им еволюционно развитие започва преди около 10 милиона години, през геологическия период миоцен. Широко разпространени са по света.

Мозъкът на делфините има силно нагъната мозъчна кора, а те съперничат по интелект дори на човека. Правят впечатление на миролюбиви и кротки животни и са въобще приятелски настроени към хората, но могат да бъдат и агресивни и опасни при определени обстоятелства. Проведени са многобройните научни изследвания върху тяхното поведение, както в плен, така и на свобода, но без загадките на техният интелект да бъдат докрай изучени и разрешени.

## Морфология
Делфините имат издължено тяло с вретеновидна форма, приспособено за бързо плуване. Техен основен двигателен орган е раздвоената опашка, видоизменена в опашен плавник. Почти всички делфини имат и гръбен плавник с различна големина, форма и разположение при различните видове, който служи като стабилизатор при плуване. Интересно е, че през октомври 2006 г. край Япония е уловена афала с два малки допълнителни плавника край гениталиите, които представляват такива прецедентно (видимо новопоявили се/ненаблюдавани преди) развити задни крайници, което може да е и еднократна успешна мутация. Както и останалите китоподобни, делфините имат рудиментирали задни крайници (крака). Размерите на тези животни варират при повечето видове от 1,80 до 4,5 m дължина и от 120 до 500 kg тегло, но при косатките - до 9,5 m и 5000 – 9000 kg. Окраската им най-често варира от сиво до черно на гърба, с по-светъл корем и са изпъстрени с различни по големина, форма и контраст ивици и петна, но има и чисто бели делфини.

Делфините имат остро зрение, както под вода, така и над повърхността, а техният слух превъзхожда човешкия. Въпреки че имат малки ушни отвори от всяка страна на главата, предполага се, че под вода чуват – ако не изцяло, то предимно, посредством долната челюст, снабдена със специална кухина, пълна с мазнина, която препраща звуковите вибрации към средното ухо. Слухът им служи и за ехолокация. Делфините имат и силно развито осезание с много нервни окончания, струпани предимно около муцуната, гръдните перки и гениталиите. Проявяват също така вкусови предпочитания към определени видове риба и се предполага, че след като нямат обонятелни нерви, те всъщност помирисват водата, вкусвайки я.

## Поведение

### Стада и размножаване
Делфините комуникират помежду си, издавайки голямо разнообразие от звуци, чрез назални кухини, разположени под дихателния им отвор. Най-общо може да се каже, че издават 3 вида звуци: честотно модулирани (FM) звуци, наричани просто подсвирвания, пулсиращи звуци и почуквания (кликове). Първите 2 вида звуци делфините използват за общуване, като се знае, че определени подсвирвания са индивидуално характерни и имат опознавателен характер (нещо като човешките имена). Кликовете имат ориентировъчен характер и се използват за ехолокация, като се издават на серии, които се учестяват с приближаването на обекта, към който е насочено вниманието на делфина. Ехолокационните кликове на делфините са едни от най-силните звуци, издавани от животно.
Делфините са известни със силно развитото си чувство за взаимопомощ; наранени или болни индивиди не се изоставят сами и дори активно им се помага да изплуват на повърхността, за да дишат. Те са социални животни, живеещи на малки стада, наброяващи обикновено дузина (т.е. около 12 на брой) индивида, но при изобилие от храна се срещат и огромни многохилядни стада. Принадлежността към определено стадо не е твърдо установена и някои индивиди сменят своята социална среда, като макар и рядко се срещат и делфини-самотници. В това приличат на останалите китоподобни, които установяват силна връзка помежду си, не само на семейни, но и приятелски начала, като се наблюдава и междувидово взаимодействие. Понякога делфини проявяват сексуален интерес към представители на сродни видове, от което се раждат и хибриди, а са наблюдавани случаи и на сексуално поведение, насочено към други животни, дори - хора. Под въздействието на сексуална възбуда мъжките могат да проявяват и агресия спрямо женските или други мъжки. Половото сношение между тези животни се осъществява корем в корем. Обикновено се започва с продължителна предварителна игра, а самият акт е кратък, но може за кратко време да се повтори няколко пъти. Делфините са известни с това, че правят секс не само с цел размножаване, но и за удоволствие; дори са наблюдавани случаи на хомосексуализъм. 

Продължителността на бременността при различните видове делфини варира от 12 до 17 месеца. Женският делфин ражда своето единствено малко с опашката напред. Веднага щом се роди малкото, майка му го избутва до повърхността на водата, за да си поеме въздух (да вдиша кислород). Скоро след това делфинчето вече може да плува заедно с майка си. Младите делфини обикновено стават сексуално активни преди да са достигнали полова зрялост.

### Интелект и сън
Делфините са смятани за едни от най-интелигентните същества на Земята. Те заспиват, като едната част от мозъка им остава активна заедно с едното око, за да могат да виждат повърхността и за да си поеме делфинът въздух навреме, излизайки в подходящ момент на повърхността. След това частта, която е била активна, си почива и всичко се повтаря. Известни са и с дружелюбието си към човека; някои от тях дори съзнателно търсят контакт с хората. Случва се стада делфини да съпътстват плавателни съдове в открито море, като се движат до самия нос на кораба, порещ вълните.

### Подвижност и хранене
Делфините са игриви същества - могат да бъдат видени как се боричкат или да си подмятат разни предмети, като водорасли, злощастни морски птици или морски костенурки. Делфините обичат също „да яхват вълната“, възползвайки се от крайбрежно вълнение или струята, създавана от носа на кораб, порещ вълните. Афалите, които са роднини на белугите, също си играят и с въздушни мехури. Групи делфини правят балони, пукат ги с уста и дори преследват балоните на други делфини.
Разнообразяват менюто си и с ракообразни и мекотели, но основна им плячка са риба и сепии. За обикновените делфини - малки пасажни риби, каквито в Черно море са скумрията, аншоата (род от семейство Хамсиеви), хамсията, кефалът. Големите косатките, известни като орки или китове-убийци, нападат и убиват и далеч по-едри от тях животни, включително кашалоти, които ловуват групово и се смята, че го постигат, добирайки се до езика на гигантското животно, който разкъсват, така че да умре от кръвоизлива; също ловят и тюлени. Делфините въобще използват различни риболовни похвати, типични както за вида, така и за отделни популации от един и същи вид. Най-често ловуват колективно, като стадото обгражда пасаж по-малки риби, сгъстява го и животните се редуват да се хвърлят в средата му, поглъщайки колкото се може повече риба. Друг път рибата се подплашва към по-плитки води, където е по-лесна за хващане. Атлантическите афали от крайбрежието на Южна Каролина са известни с това, че подплашват рибата към калните брегове на блатата и изскачат след нея, за да я оберат от брега, плъзгайки се след това без проблем обратно във водата. По подобен начин на Западния бряг на Южна Америка и косатки изскачат на удобни за целта плажове за да ловят морски лъвове. Други делфини предпочитат да удрят рибата с опашка, зашеметявайки я, след което просто я излавят.  Делфините са известни и с това, че са в състояние по сходни начини да ликвидират други животни, към които проявят враждебност по различни причини, например - акули или нарвали, торпилирайки ги с муцуните си.

Делфините често изскачат и над водата, понякога изпълнявайки сложни акробатични фигури (пример за това е дългоклюната стенела). Причините не са съвсем изяснени, но вероятно е за собствено удоволствие или като един вид ритуал. Скокът над водата дава възможност и за бърз поглед над повърхността. Питомните делфини могат да се дресират да изпълняват подобни номера пред човешка публика.

## Класификация
Според настоящата класификация съществуват 36 съвременни вида делфини, повечето - океански, но има и такива, които се срещат и в сладки води (да не се бъркат с Речните делфини). Към делфиновите се отнасят и видове, които разговорно се наричат китове (широкомуцунест делфин, косатки, гринди).
- разред Cetacea – Китоподобни
  - подразред Odontoceti – Зъбати китове
    - семейство Delphinidae – Делфинови
      - род Peponocephala – широкомуцунести делфини
        - Peponocephala electra – Широкомуцунест делфин

      - род Orcinus – косатки
        - Orcinus orca – Косатка (голяма), орка, кит убиец

      - род Feresa – косатки фереза
        - Feresa attenuata – Косатка джудже, фереза

      - род Pseudorca – малки косатки
        - Pseudorca crassidens – Малка косатка, черна косатка

      - род Globicephala – гринди
        - Globicephala melas – Обикновена гринда, черна гринда
        - Globicephala macrorhynchus – Тропическа гринда, късопера гринда

      - род Delphinus – обикновени делфини
        - Delphinus delphis – Обикновен делфин
        - Delphinus capensis – Дългомуцунест делфин

      - род Lissodelphis – китоподобни делфини
        - Lissodelphis borealis – Северен китоподобен делфин
        - Lissodelphis peronii – Южен китоподобен делфин

      - род Sotalia – делфини соталия
        - Sotalia fluviatilis – Амазонски делфин соталия, тукуши
        - Sotalia guianensis

      - род Sousa – делфини суза, гърбати делфини
        - Sousa chinensis – Китайски бял делфин, тихоокеански делфин суза
        - Sousa plumbea (Sousa chinensis ssp.) – Индоокеански делфин суза
        - Sousa teuszii – Камерунски делфин, западноафрикански (атлантически) делфин суза
        - Sousa sahulensis – Австралийски делфин суза

      - род Stenella – петнисти делфини, стенели
        - Stenella frontalis – Атлантически петнист делфин
        - Stenella clymene – Делфин климена, късоклюна стенела
        - Stenella attenuata – Пантропически петнист делфин
        - Stenella longirostris – Дългоклюна стенела
        - Stenella coeruleoalba – Ивичест делфин, синьо-бяла стенела

      - род Steno – грапавозъби делфини
        - Steno bredanensis – Грапавозъб делфин

      - род Tursiops – афали
        - Tursiops truncatus – Афала, афалина
        - Tursiops aduncus – Индо-тихоокеанска афала
        - Tursiops australis – Бурунан

      - род Cephalorhynchus – пъстри делфини
        - Cephalorhynchus eutropia – Чилийски пъстър делфин
        - Cephalorhynchus commersonii – Делфин на Комърсон, пъстър делфин
        - Cephalorhynchus heavisidii – Делфин на Хевисайд
        - Cephalorhynchus hectori – Делфин на Хектор, новозеландски пъстър делфин

      - род Grampus – сиви делфини, грампуси
        - Grampus griseus – Голям сив делфин (грампус), делфин на Рисо

      - род Lagenodelphis – късомуцунести делфини
        - Lagenodelphis hosei – Саравакски делфин, късомуцунест делфин, делфин на Фрейзър

      - род Lagenorhynchus – тъпомуцунести делфини, късоглави делфини
        - Lagenorhynchus acutus – Атлантически белостранен делфин
        - Lagenorhynchus obscurus – Тъмен делфин
        - Lagenorhynchus cruciger – Кръстоносен делфин, сив делфин
        - Lagenorhynchus obliquidens – Тихоокеански белостранен делфин
        - Lagenorhynchus australis – Южен делфин, делфин на Пийл
        - Lagenorhynchus albirostris – Беломуцунест делфин

      - род Orcaella – делфини орцела
        - Orcaella brevirostris – Иравадийски делфин, орцела
        - Orcaella heinsohni – Австралийски тъпомуцунест делфин (нов вид описан 2005 г.)